# Quibou
Quibou é uma comuna francesa na região administrativa da Normandia, no departamento Mancha. Estende-se por uma área de 17,21 km². Em 2010 a comuna tinha 913 habitantes (densidade: 53,1 hab./km²).